# Cinto Caomaggiore
Cinto Caomaggiore ist eine italienische Gemeinde mit 3203 Einwohnern (Stand 31. Dezember 2023) in der Metropolitanstadt Venedig, Region Venetien. Angrenzende Gemeinden sind Chions (PN), Gruaro, Portogruaro, Pramaggiore und Sesto al Reghena (PN).